# Людський голос (фільм)
«Людський голос» (ісп. La voz humana) — іспано-американський драматичний короткометражний фільм Педро Альмодовара із Тільдою Свінтон у головній ролі, створений за мотивами однойменної п'єси Жана Кокто. Прем'єра відбулася на 77-й Венеційському міжнародному кінофестивалі 3 вересня 2020 року. В Іспанії фільм вийшов 21 жовтня 2020 року.
«Людський голос» — перший фільм Альмодовара, знятий англійською мовою.

## Сюжет
Жінка постійно свариться зі своїм колишнім коханцем по телефону. Їй набридло постійно бачити валізи свого колишнього коханого (які він повинен прийти та забрати, але ніколи не приїжджає) та заспокоювати його неспокійного пса, який не розуміє, що його господар кинув його. Поступове усвідомлення того, що їх покинули приходить у життя двох живих істот, яким тепер з цим почуттям потрібно примиритися.

## В ролях
- Тільда Свінтон — жінка

## Виробництво
У лютому 2020 року було оголошено, що Тільда Свінтон зіграє головну роль у фільмі Педро Альмодовара за сценарій, який він написав за однойменною п'єсою Жана Кокто. Основне знімання повинно було розпочатися у квітні 2020 року, але було відкладене через пандемію COVID-19. Знімання розпочали 16 липня 2020 року. Виробництво було завершено 27 липня 2020 року.

## Вихід фільму на екрани
Світова прем'єра фільму відбулася на Венеціанському кінофестивалі 3 вересня 2020 року. Незабаром після цього Sony Pictures Classics придбала права на розповсюдження фільму. Його також показали на Нью-Йоркському кінофестивалі 24 вересня 2020 року, а ще презентували на Лондонському кінофестивалі BFI 17 жовтня 2020 року. Прем'єра у кінотеатрах Іспанії вібдулась 21 жовтня 2020 року за допомогою Wanda Films та Avalon.

## Критика
Фільм «Людський голос» має 95 % рейтинг схвалення на вебсайті агрегатора оглядів Rotten Tomatoes, оснований на 21 відгуках, із середньозваженим 9/10.